# Sockel SP5
Sockel SP5 (LGA 6096) ist ein Land-Grid-Array-CPU-Sockel ohne Einfügungskraft, der von AMD entwickelt wurde und die Ende 2022 erschienenen Zen-4-basierten Epyc-Serverprozessoren unterstützt.
SP5/Epyc unterstützt DDR5-Speicher mit zwölf Speicherkanälen je CPU. Es gibt Mainboards mit einem und mit zwei Sockeln, wofür jeweils die entsprechenden CPU-Versionen für ein- und zwei-Prozessor-Systeme (erstere mit P in der Typenbezeichnung) zu verwenden sind. Die Epyc-CPUs besitzen 16, 24, 32, 48, 64, 84 oder 96 Kerne und unterstützen alle Multithreading.

## Geschichte
Im Juni 2017 führte AMD zusammen mit den Epyc-Serverprozessoren der ersten Generation den Sockel SP3 ein. Dieser deckte drei Generationen von Epyc-Prozessoren ab: Naples, Rome und Milan. AMDs Genoa-Prozessoren enthalten bis zu 96 Zen-4-Kerne (im Unterschied zu Milans maximal 64 Zen-3-Kernen). Zur Unterstützung der 96 Kerne von Genoa führte AMD den SP5-Sockel mit 2002 mehr Kontaktstiften als beim SP3-Sockel ein, um eine bessere Stromversorgung und Signalintegrität zu gewährleisten.
Der SP5-Sockel wird zukünftige Epyc-Prozessoren mit dem Codenamen Bergamo unterstützen, die über bis zu 128 Zen-4c-Kerne verfügen und in der ersten Hälfte des Jahres 2023 auf den Markt kommen sollen.

## Neuerungen
Die Plattform unterstützt 12 DDR5-ECC-RAM-Kanäle mit einer maximalen Kapazität von 6 TB pro Sockel. Die Verwendung eines Dual-Sockel-Systems kann eine RAM-Kapazität bis zu 12 TB ermöglichen. Es werden außerdem 128 PCIe-5.0-Lanes unterstützt.